# Rhadinastis
Rhadinastis là một chi bướm đêm thuộc họ Cosmopterigidae.